# Drożdże winiarskie

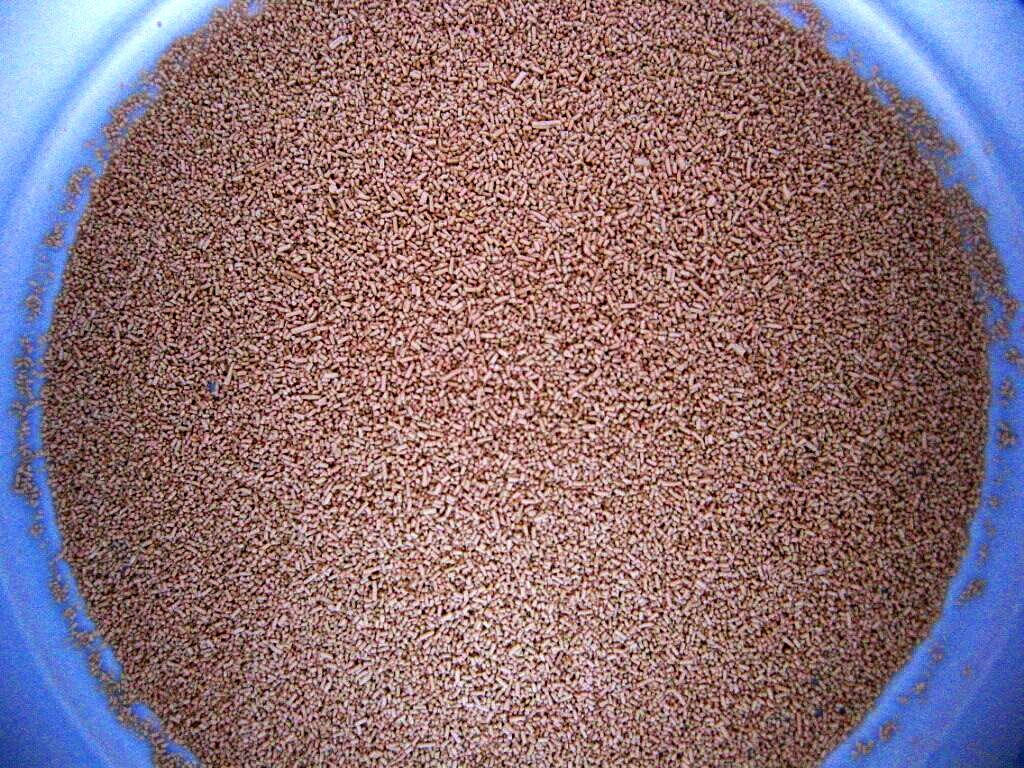
Suche drożdże

Drożdże winiarskie – wybrane szczepy grzybów, głównie z gatunku Saccharomyces cerevisiae, stosowane do produkcji wina. Oprócz wymienionego, stosowane są także Saccharomyces bayanus (tzw. drożdże szampańskie) oraz, przy wybitnie kwasowych moszczach, Schizosaccharomyces pombe. Niekiedy, w celu uzyskania odpowiednich właściwości wykorzystuje się Zygosaccharomyces rouxii (odpowiedzialne za tzw. brett) oraz gatunki z rodzaju Dekkera i Brettanomyces.